# Metro Manila
Metro Manila (oficiální název ve filipínštině zní Pambansang Punong Rehiyon čili „Národní metropolitní region“) je region na Filipínách. Rozkládá se na ostrově Luzon, nejsevernějším z hlavních filipínských ostrovů, a to v jeho západní části na šíji mezi Manilskou zátokou a jezerem Laguna de Bay. Region zahrnuje hlavní město Manilu s okolím. Rozloha regionu činí 611,4 km² a v roce 2020 v něm žilo 13 484 462 obyvatel.